# ویلسون ریس
ویلسون ریس (انگلیسی: Wilson Reis؛ زادهٔ ۶ ژانویهٔ ۱۹۸۵) ورزشکار هنرهای رزمی ترکیبی اهل برزیل است. وی از سال ۲۰۰۷ میلادی تاکنون مشغول فعالیت بوده‌است.